# Athelia andina
Athelia andina ist eine Ständerpilzart aus der Familie der Gewebehautverwandten (Atheliaceae). Sie bildet resupinate, weißliche und schimmelteppichartige Fruchtkörper auf Erde und Steinen aus. Die bekannte Verbreitung der Art beschränkt sich auf Venezuela. Mit einer Blaualge der Gattung Scytonema bildet sie Flechten.

## Merkmale

### Makroskopische Merkmale
Athelia andina bildet wie alle Arten aus der Gattung der Gewebehäute (Athelia) weißliche bis gelbfarbene, dünne Fruchtkörper mit glattem Hymenium und unscheinbarem bis faserigem Ränder aus. Sie sind resupinat, das heißt direkt auf dem Substrat anliegend, und lassen sich leicht von diesem ablösen.

### Mikroskopische Merkmale
Athelia andina besitzt eine für Gewebehäute typische monomitisch Hyphenstruktur, das heißt, sie besitzt lediglich generative Hyphen, die dem Wachstum des Fruchtkörpers dienen. Die Hyphen sind hyalin und dünnwandig. Sie besitzen keine Schnallen und sind 3,5–6 µm breit. Die Art verfügt nicht über Zystiden. Ihre Basidien sind hyalin, 10–17 × 6–8 µm groß und breitzylindrisch bis keulenartig geformt. An der Basis sind sie einfach septiert, sie besitzen vier Sterigmata. Die Sporen des Pilzes sind breitelliptisch geformt, 6,5–7,5 × 4,5–4,8 µm groß, glatt und dünnwandig sowie hyalin. Basal sind sie etwas breiter als apikal, sie besitzen einen deutlichen Fortsatz.

## Verbreitung
Die bekannte Verbreitung von Athelia andina umfasst lediglich die Gegend um die Typlokalität in den venezolanischen Anden bei Merida.

## Ökologie
Athelia pycophila bildet ihre Fruchtkörper auf Erde und Steinen aus. Mit einer fädigen Blaualgenart der Gattung Scytonema bildet sie Flechten aus.